# Comprimat efervescent

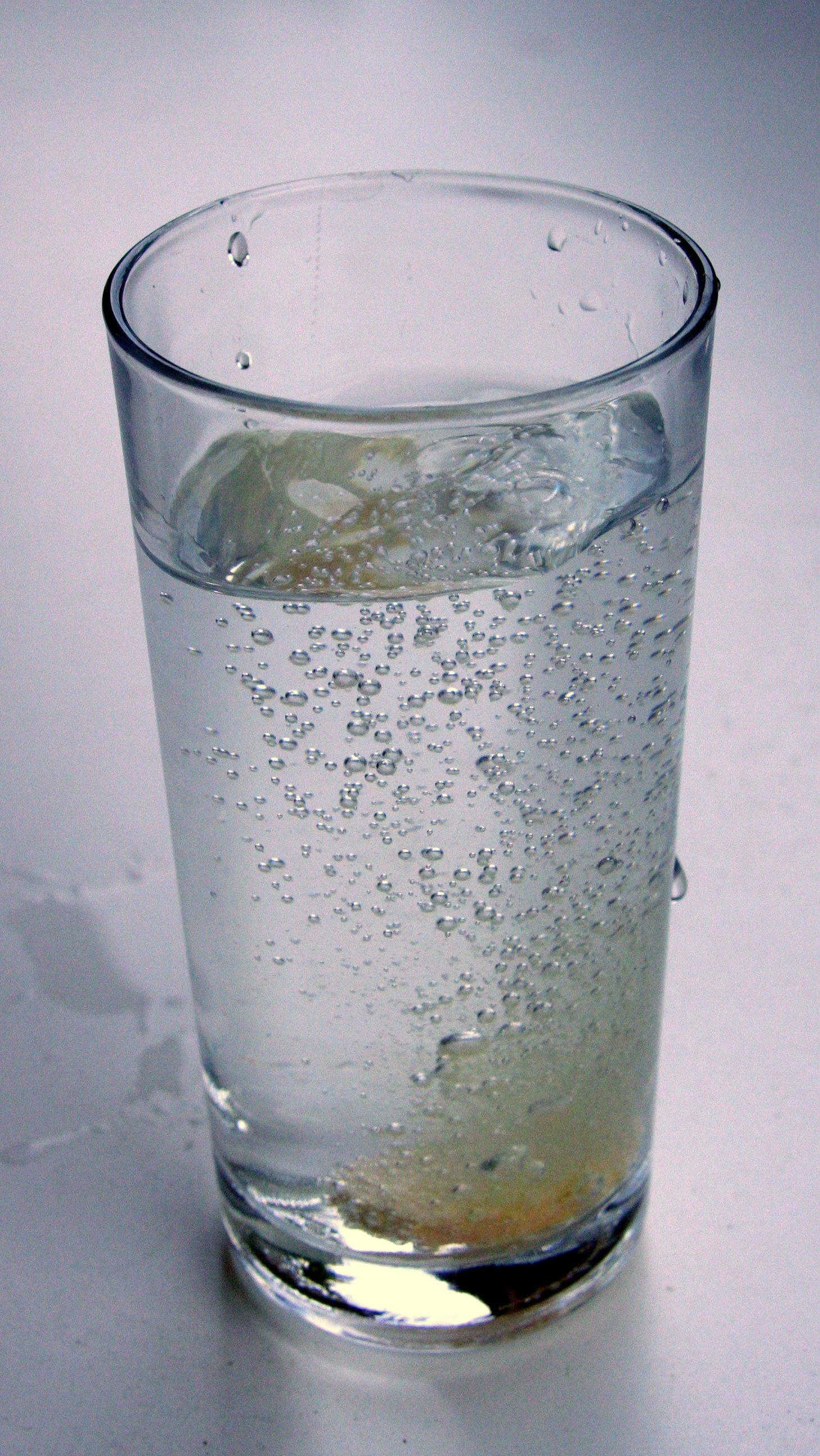
Dizolvarea unui comprimat efervescent în apă

Un comprimat efervescent este un tip de comprimat care este formulat cu scopul de a produce dioxid de carbon în urma contactului cu apa. Pe lângă comprimate, pulberile și granulele efervescente au compoziție similară și produc aceeași efervescență în contactul cu apa.